# Löningen
Löningen é uma cidade da Alemanha localizada no distrito de Cloppenburg, estado de Baixa Saxônia.